# Marie-Guillemine Benoist
Marie-Guillemine Benoist (ur. 18 grudnia 1768 w Paryżu, zm. 8 października 1826 tamże) – francuska malarka neoklasycystyczna.
Urodziła się jako Marie-Guillemine de Laville-Leroux w 1768 roku. Studiowała u Élisabeth Vigée-Lebrun i Jacques'a-Louisa Davida, których wpływ był wyraźny w jej malarstwie. Malowała głównie portrety, w tym cesarza Napoleona I i jego rodziny, oraz przedmioty codziennego użytku. Jej twórczość nosi ślady przejścia pomiędzy sztuką tradycyjną i malarstwem nowoczesnym, co jest konsekwencją epoki, w której tworzyła. Inspirowała się także poezją, mitologią i ideą feministyczną. Po raz pierwszy w paryskim Salonie wystawiała w 1791 roku.
Jej najsłynniejszą pracą jest Portret Murzynki, ukończony w 1800 roku. Praca została zainspirowana dekretem o zniesieniu niewolnictwa w posiadłościach francuskich, który wydano sześć lat wcześniej. Benoist zaprezentowała tę kontrowersyjną pracę w paryskim Salonie i szybko stała się ona symbolem emancypacji kobiet oraz czarnoskórych. Obraz został zakupiony dla państwa francuskiego przez Ludwika XVIII w 1818 roku.

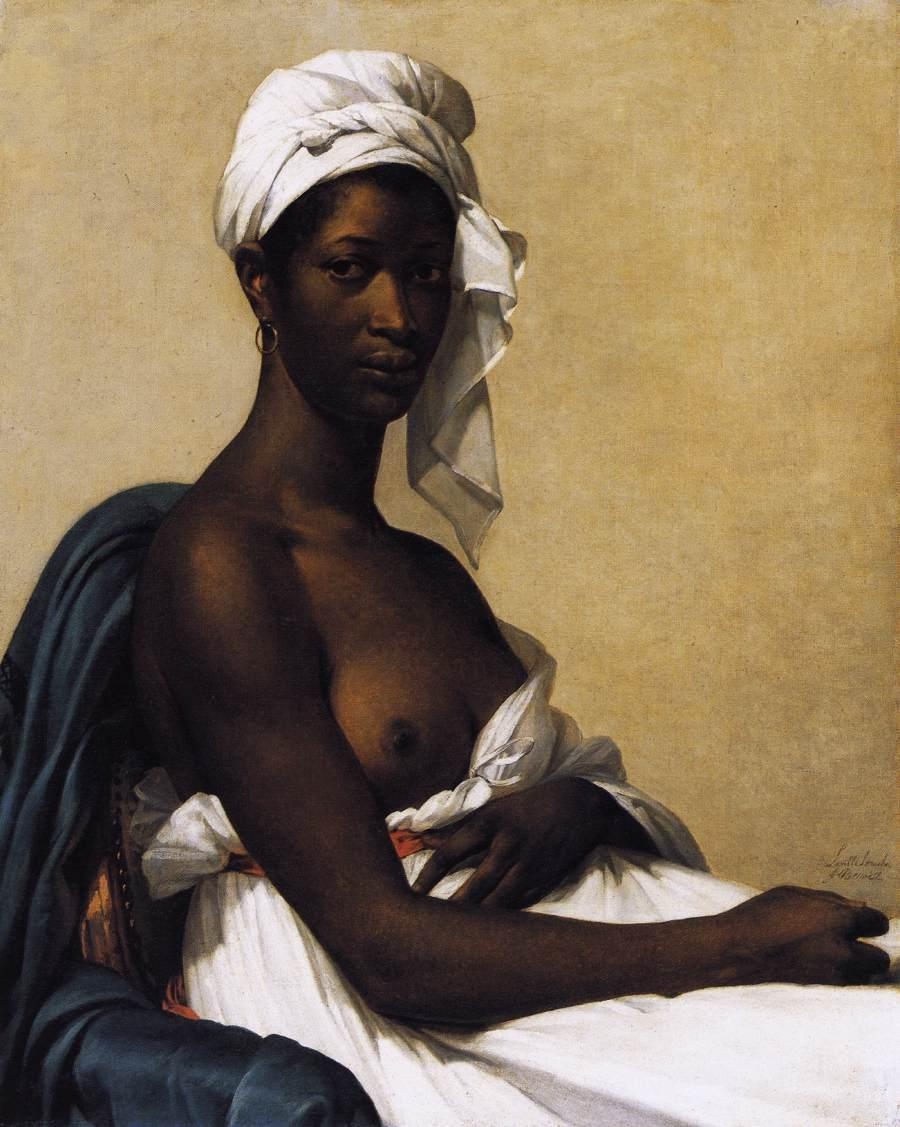
Portret Murzynki, 1800
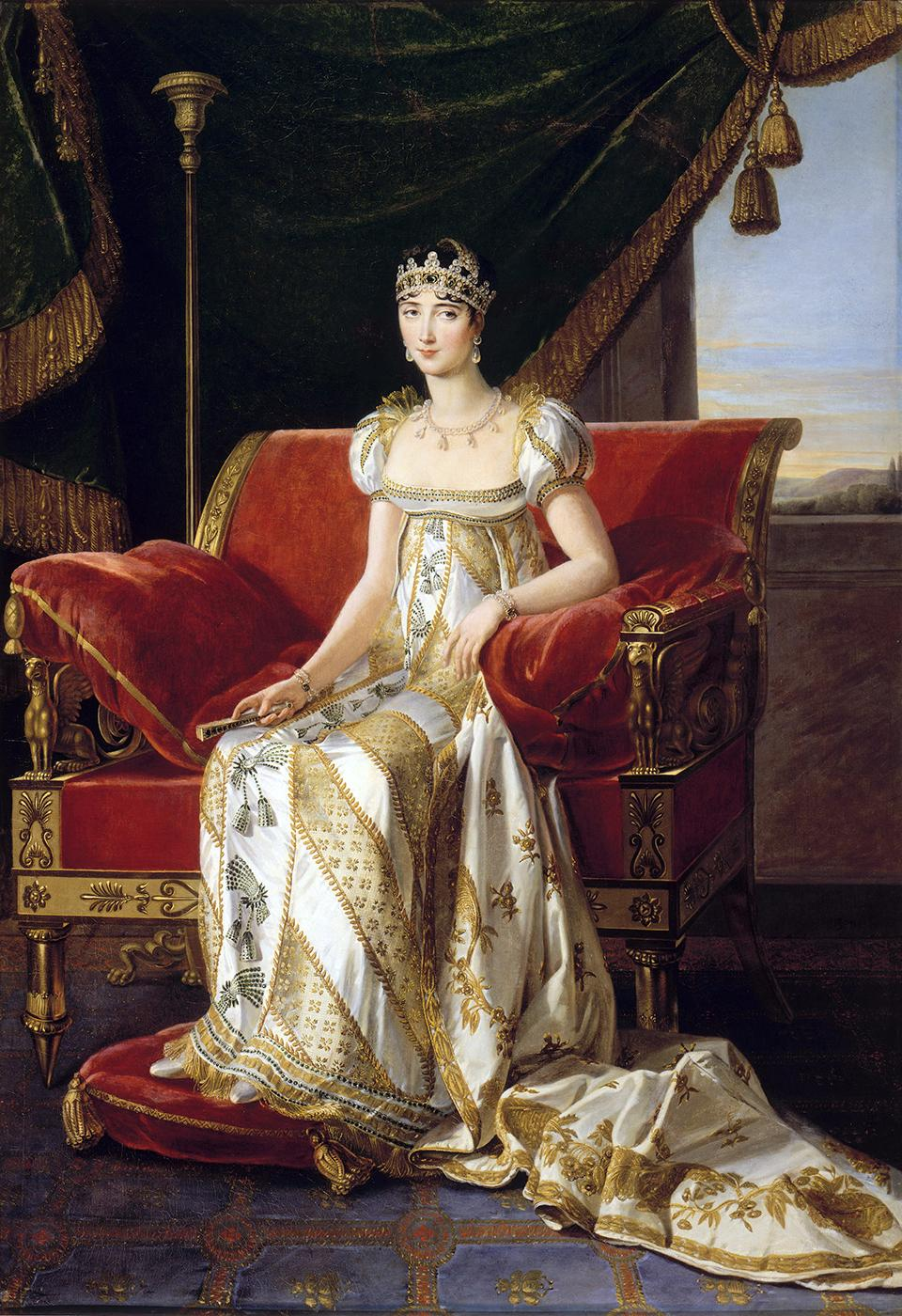
Portret Pauliny Bonaparte, 1808